# Fulengia youngi
Fulengia youngi és una espècie de dinosaure que va viure al Juràssic inferior en el que actualment és la Xina. Era un prosauròpode o un altre sauropodomorf basal.
Fulengia youngi fou descrita per Carroll i Galton l'any 1977. És un nomen dubium, i pot ser el mateix animal que el lufengosaure. Originalment es va pensar que es tractava d'un llangardaix.